# Marion Davies
Marion Davies, pseudonimo di Marion Cecelia Douras (New York, 3 gennaio 1897 – Los Angeles, 22 settembre 1961), è stata un'attrice statunitense.

## Biografia

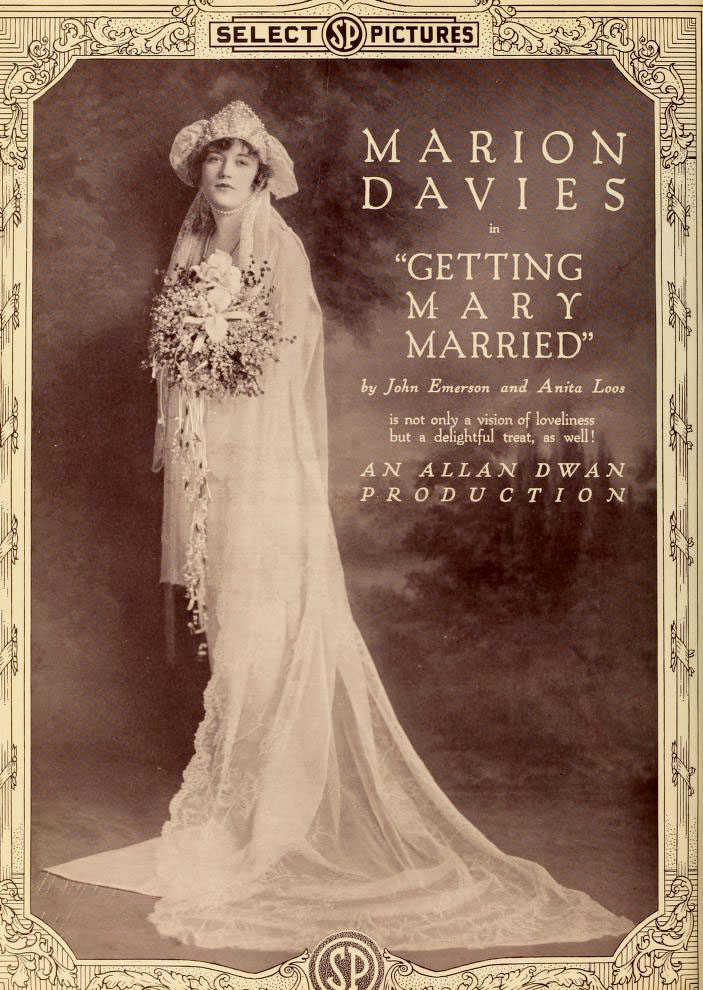
Getting Mary Married, 1919

### Gli esordi e il successo
Figlia di un politico di Brooklyn, Marion Davies debuttò sulle scene ancora adolescente. Bionda e avvenente, fu una delle ballerine di punta delle Ziegfeld Follies, e, a soli vent'anni, venne notata dal magnate della stampa William Randolph Hearst, che s'innamorò di lei. Nonostante fosse già sposato e di ben trentaquattro anni più anziano, il magnate fece di lei la sua amante ufficiale, ricorrendo al proprio potere economico e mediatico per renderla una star del cinema. Hearst fondò così la Cosmopolitan Pictures, facendo debuttare la Davies nel film Runaway, Romany (1918). Durante la prima metà degli anni '20, l'attrice prese parte a una serie di fastosi melodrammi in costume, come Little Old New York (1923), solitamente nel ruolo di indomita eroina. Uno dei suoi ruoli più noti è quello di Maria Tudor in Armi ed amori (1922) di Robert G. Vignola, con il quale collaborò in diversi film.
I suoi ruoli drammatici però non convincevano. L'attrice dovrà attendere fino al 1925 per veder decollare la propria carriera. In quell'anno passò infatti alla MGM, dove raggiunse il grande successo di pubblico interpretando una serie di commedie, come Maschere di celluloide (1928) di King Vidor, che ne misero in risalto il talento di interprete brillante, soprattutto quando si produceva nelle imitazioni delle dive dell'epoca, come Lillian Gish e Pola Negri.

### Vita con Hearst
Nel frattempo la coppia Davies-Hearst diventò protagonista della vita mondana di Hollywood, grazie alle sontuose feste organizzate nel castello Hearst, la loro faraonica residenza a San Simeon, poco lontano da Los Angeles. Nel novembre 1924, i due si trovarono coinvolti nella morte misteriosa del regista e produttore Thomas H. Ince. Secondo la versione ufficiale, Ince morì per un attacco cardiaco nella propria casa, ma a Hollywood circolò la voce che qualcuno gli avesse sparato un paio di giorni prima a bordo dell'Oneida, lo yacht di Hearst, su cui il regista stava festeggiando il suo 42º compleanno. Varie le versioni accreditate, ma tutte convergenti su un colpo sparato da Hearst, che aveva per sbaglio colpito Ince invece che Charlie Chaplin, sospettato di essere l'amante della Davies. I giornali della catena Hearst insistettero invece sul decesso per infarto. Il corpo di Ince venne subito cremato e nessuna autopsia fece appurare la verità su una morte tanto chiacchierata.

### Ultimi anni
Con l'avvento del cinema sonoro la carriera della Davies non subì rallentamenti, ma verso la fine degli anni trenta alcuni contrasti di natura contrattuale con la MGM e i crescenti problemi finanziari di Hearst, spinsero l'attrice a ritirarsi dallo schermo.
Nel 1941, quando Orson Welles esordì alla regia con Quarto potere, il pubblico e la critica identificarono nel protagonista, Charles Foster Kane, il magnate dell'editoria William Randolph Hearst. Il personaggio della seconda moglie di Kane, Susan Alexander, cantante alcolizzata e senza talento, sembrò ispirato alla Davies, che soffrì molto per quella rappresentazione. Orson Welles negherà sempre di aver modellato il film su Hearst e, nella sua prefazione al libro postumo dell'attrice, The Times We Had, scriverà:
Negli ultimi anni la coppia condusse una vita ritirata. Nel 1951 Hearst morì dopo una lunga malattia. Tempo dopo la Davies intraprese una nuova relazione, sposando il capitano Horace G. Brown, ma l'unione sarà tutt'altro che felice. Preferì dedicarsi alla beneficenza e alla costruzione di un ospedale per bambini a Los Angeles. Morì all'età di sessantaquattro anni, a causa di un cancro.
La sua figura, insieme a quella di suo nipote, lo sceneggiatore Charles Lederer, è lungamente evocata nel film Netflix Mank (2020) di David Fincher.

## Filmografia

### Attrice
- Runaway, Romany, regia di George W. Lederer (1917)
- Cecilia of the Pink Roses, regia di Julius Steger (1918)
- The Burden of Proof, regia di John G. Adolfi e Julius Steger (1918)
- The Belle of New York, regia di Julius Steger (1919)
- Getting Mary Married, regia di Allan Dwan (1919)
- The Dark Star, regia di Allan Dwan (1919)
- The Cinema Murder, regia di George D. Baker (1919)
- April Folly, regia di Robert Z. Leonard (1920)
- The Restless Sex, regia di Leon D'Usseau e Robert Z. Leonard (1920)
- Buried Treasure, regia di George D. Baker (1921)
- Enchantment, regia di Robert G. Vignola (1921)
- Beauty's Worth, regia di Robert G. Vignola (1922)
- La giovane Diana (The Young Diana), regia di Albert Capellani e Robert G. Vignola (1922)
- Armi ed amori (When Knighthood Was in Flower), regia di Robert G. Vignola (1922)
- Il pellegrino (The Pilgrim), regia di Charles Chaplin (1923)
- Adam and Eva, regia di Robert G. Vignola (1923)
- Little Old New York, regia di Sidney Olcott (1923)
- Yolanda, regia di Robert G. Vignola (1924)
- L'ombra di Washington (Janice Meredith), regia di E. Mason Hopper (1924)
- Zander the Great, regia di George W. Hill (1925)
- Lights of Old Broadway, regia di Monta Bell (1925)
- Ben-Hur: A Tale of the Christ, regia di Fred Niblo (1925)
- Il principe azzurro (Beverly of Graustark), regia di Sidney Franklin (1926)
- The Red Mill, regia di William Goodrich (Roscoe 'Fatty' Arbuckle) (1927)
- Ah! Che maschietta! (Tillie the Toiler), regia di Hobart Henley (1927)
- Giovinezza prepotente (The Fair Co-Ed), regia di Sam Wood (1927)
- Via Belgarbo (Quality Street), regia di Sidney Franklin (1927)
- Fascino biondo (The Patsy), regia di King Vidor (1928)
- Il fidanzato di cartone (The Cardboard Lover), regia di Robert Z. Leonard (1928)
- Maschere di celluloide (Show People), regia di King Vidor (1928)
- The Five O'Clock Girl, regia di Robert Z. Leonard (1928)
- Marianne, regia di Robert Z. Leonard (1929)
- La compagnia d'assalto (Marianne), regia di Robert Z. Leonard - versione sonora di Marianne (1929)
- Gabbia di matti (Not So Dumb), regia di King Vidor (1930)
- Ragazze e giovanotti del 1890 (The Florodora Girl), regia di Harry Beaumont (1930)
- The Bachelor Father, regia di Robert Z. Leonard (1931)
- It's a Wise Child, regia di Robert Z. Leonard (1931)
- Five and Ten, regia di (non accreditato) Robert Z. Leonard (1931)
- Polly of the Circus, regia di Alfred Santell (1932)
- Blondie of the Follies, regia di Edmund Goulding (1932)
- Peg del mio cuore (Peg o' My Heart), regia di Robert Z. Leonard (1933)
- Verso Hollywood (Going Hollywood), regia di Raoul Walsh (1934)
- L'agente n. 13 (Operator 13), regia di Richard Boleslawski (1934)
- Page Miss Glory, regia di Mervyn LeRoy (1935)
- Hearts Divided, regia di Frank Borzage (1936)
- Caino e Adele (Cain and Mabel), regia di Lloyd Bacon (1936)
- Ever Since Eve, regia di Lloyd Bacon (1937)
- The Casting Couch, regia di John Sealey - documentario, video con filmati di repertorio (1995)

### Sceneggiatrice
- Runaway, Romany, regia di George W. Lederer (1917)

### Produttrice
- Via Belgarbo (Quality Street), regia di Sidney Franklin (1927)
- Il fidanzato di cartone (The Cardboard Lover), regia di Robert Z. Leonard (1928)

## Spettacoli teatrali
- Stop! Look! Listen! (Broadway, 25 dicembre 1915)
- Ziegfeld Follies of 1916 (Broadway, 12 giugno 1916-16 settembre 1916)
- Miss 1917, libretto di Guy Bolton e P. G. Wodehouse (Broadway, 5 novembre 1917)
- Words and Music, di Raymond Hitchcock (Broadway, 24 dicembre 1917)

## Riconoscimenti
Hollywood Walk of Fame
- 1960 – Cinema, 6326 Hollywood Blvd.

## Nella cultura di massa

### Film
- RKO 281 - La vera storia di Quarto potere, regia di Benjamin Ross (1999), con Melanie Griffith nel ruolo della Davies.
- Hollywood Confidential, regia di Peter Bogdanovich (2001), con Kirsten Dunst nel ruolo della Davies.
- Mank, regia di David Fincher (2020), con Amanda Seyfried nel ruolo della Davies.[4]
- Babylon, regia di Damien Chazelle (2022), con Chloe Fineman nel ruolo della Davies.